# Kleindraxdorf
Kleindraxdorf ist eine Ortschaft vom Ortsteil Hohenölsen der Stadt Weida im Landkreis Greiz in Thüringen.

## Lage
Der nordöstlich von Hohenölsen liegende Ortsteil Kleindraxdorf ist über einen teilweise befestigten Wirtschaftsweg an die Landesstraße 1083 und daraufhin die Bundesstraße 92 angebunden.

## Geschichte
Die Siedlung wurde 1497 als Cleyn Draxstorff erstmals urkundlich erwähnt. Ein geschichtlicher Bezug zum nahen Ort Großdraxdorf ist wahrscheinlich. Nach dem Dreißigjährigen Krieg entstand neben dem Gutshof eine Poststation für den Pferdewechsel und eine Herberge (später Gasthof) auf der Route Plauen–Leipzig.
Seit 2014 gehört der Ort zur Stadt Weida.